# 荷西·瑪利亞·基文尼斯
荷西·瑪利亞·基文尼斯·迪華加斯（西班牙語：José María Giménez de Vargas，發音：[xoˈse maˈɾi.a xiˈmenes ðe ˈβaɾɣas]；1995年1月20日—），乌拉圭職業足球員，目前效力西甲球隊馬德里競技，司職中堅。

## 球會

### 達努比奧
基文尼斯出生在烏拉圭卡內洛內斯省托萊多，他的職業生涯始於烏拉圭足球甲級聯賽的達努比奧。2012年11月17日，他在與河床的比賽中正選上陣並打滿全場。但球隊最終以0:2不敵對手。

### 馬德里競技

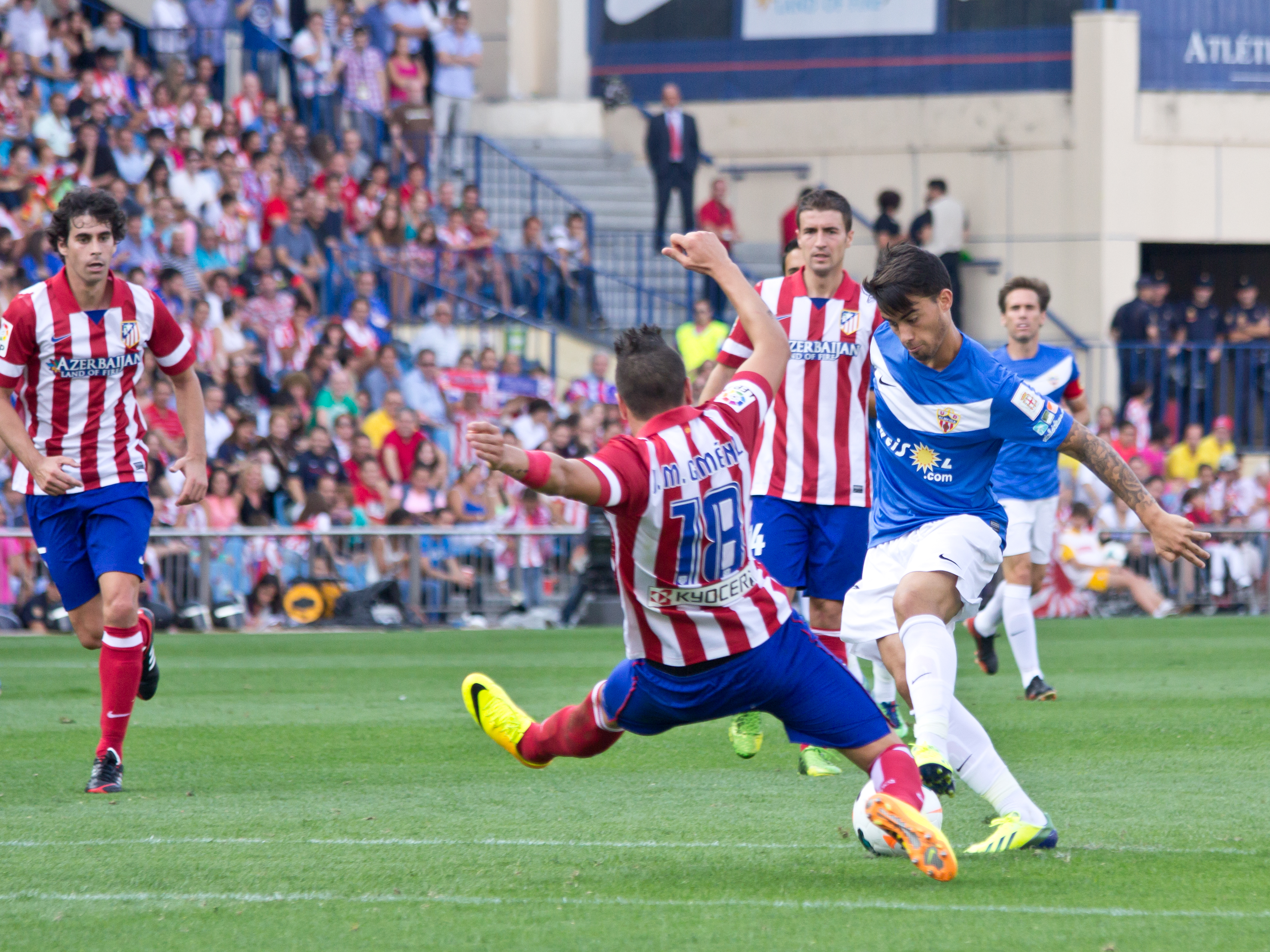
基文尼斯在馬競的比賽

2013年4月25日，基文尼斯以100萬歐元的轉會費加盟西甲球會馬德里競技。
同年9月14日，基文尼斯首次在西甲上陣，協助在主場球隊以4:2擊敗到訪的艾美利亞。
他在2014年12月6日作客2:0擊敗埃爾切的西甲比賽中射入在馬競的第一個進球，協助床單軍團進佔聯賽第二名。希門尼斯也在2015年1月7日國王盃主場對陣皇家馬德里的比賽中頂入一球，協助床單軍團在首回合以2:0擊敗同城死敵。
2019年2月20日，基文尼斯在主场2-0战胜尤文图斯的比赛中打进首球，使馬競在欧洲冠军联赛十六強首回合比赛中取得領先。

## 國際賽

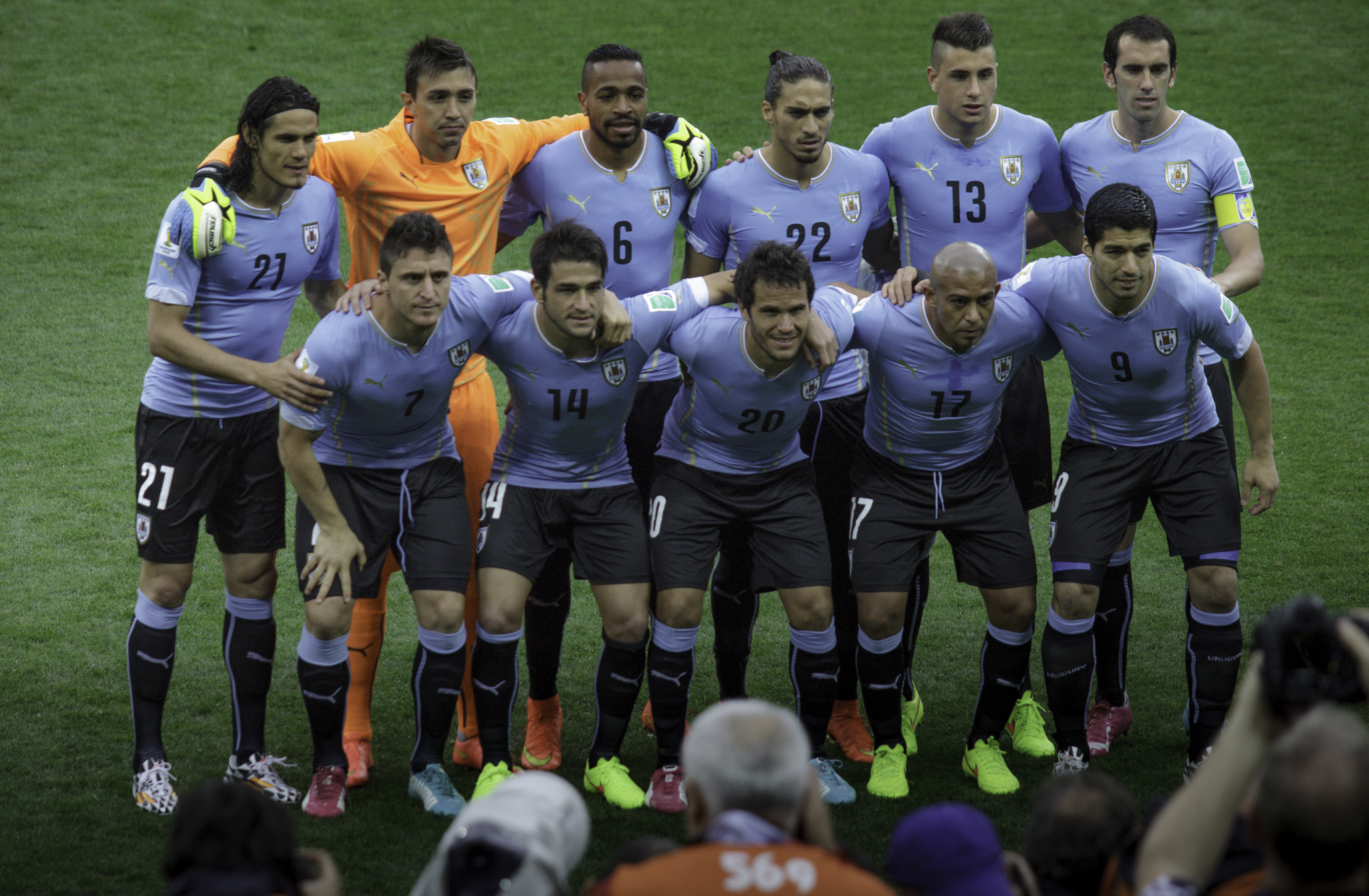
基文尼斯(後排右邊第二)在2014世界盃賽前球隊大合照

基文尼斯代表烏拉圭U20參加在土耳其舉行的2013年U20世界盃足球賽。最終國家隊在決賽點球大戰不敵法國U20而奪得亞軍。
他在2013年9月10日2014年世界盃外圍賽首次為烏拉圭國家隊上陣。對手為哥倫比亞。
2014年6月2日，基文尼斯進入2014年世界盃23人名單。這名年僅19歲的球員在D組第二輪與英格蘭的比賽中正選上陣，取代因傷缺陣的後防老將。基文尼斯與隊友出色的防守協助「天藍軍團」(La Celeste)最終以2:1擊敗三獅軍團。(19歲又149日，他是烏拉圭參加世界盃決賽周最年輕出賽球員)。他其後分別在小組賽最後一輪1:0擊敗義大利以及十六強賽0:2不敵哥倫比亞中正選上陣，表現亦受讚賞。
基文尼斯在2014年9月1:0擊敗韓國的友誼賽中打進他的第一個國際賽進球。
2015年5月，他被國家隊教練奧斯卡·泰巴尼斯選進2015年美洲盃足球賽23人大名單。6月20日，基文尼斯在1:1戰平巴拉圭的小組賽中打進入球，這也幫助國家隊打進淘汰賽階段。

## 數據
最後更新：2018年5月20日
| 球會       | 賽季     | 聯賽 | 聯賽 | 盃賽 | 盃賽 | 其他 | 其他 | 洲際 | 洲際 | 總共 | 總共 |
| 球會       | 賽季     | 出場 | 入球 | 出場 | 入球 | 出場 | 入球 | 出場 | 入球 | 出場 | 入球 |
| ---------- | -------- | ---- | ---- | ---- | ---- | ---- | ---- | ---- | ---- | ---- | ---- |
| 達努比奧   | 2012–13  | 16   | 0    | 0    | 0    | 0    | 0    | —    | —    | 16   | 0    |
| 達努比奧   | 總共     | 16   | 0    | 0    | 0    | 0    | 0    | 0    | 0    | 16   | 0    |
| 馬德里競技 | 2013–14  | 1    | 0    | 1    | 0    | 0    | 0    | 0    | 0    | 2    | 0    |
| 馬德里競技 | 2014–15  | 20   | 1    | 4    | 1    | 0    | 0    | 4    | 0    | 26   | 2    |
| 馬德里競技 | 2015–16  | 27   | 1    | 2    | 0    | 0    | 0    | 8    | 0    | 37   | 1    |
| 馬德里競技 | 2016–17  | 17   | 0    | 6    | 1    | 0    | 0    | 6    | 0    | 29   | 1    |
| 馬德里競技 | 2017–18  | 23   | 1    | 4    | 1    | 0    | 0    | 11   | 0    | 38   | 2    |
| 馬德里競技 | 2018–19  | 21   | 0    | 2    | 0    | 1    | 0    | 5    | 2    | 29   | 2    |
| 馬德里競技 | 2019–20  | 21   | 0    | 0    | 0    | 1    | 0    | 5    | 0    | 27   | 0    |
| 總計       | 總計     | 130  | 3    | 20   | 3    | 2    | 0    | 39   | 2    | 191  | 8    |
| 生涯總計   | 生涯總計 | 146  | 3    | 20   | 3    | 2    | 0    | 39   | 2    | 207  | 8    |

## 榮譽

### 球會
馬德里體育會
- 西甲：2013–14冠軍、2020–21冠軍[15]
- 西班牙超級盃：2014冠軍
- 歐霸盃：2017-18冠軍
- 歐洲超級盃：2018冠軍
- 歐洲聯賽冠軍盃：2015–16亞軍

### 國家隊
- U20世界盃足球賽：2013亞軍